# مون بلان
مون بلان (به فرانسوی: Mont Blanc) (به ایتالیایی: Monte Bianco) بلندترین کوه از رشته‌کوه‌های آلپ است. مون بلان در مرز کشورهای فرانسه و ایتالیا جای گرفته و در توده‌کوه مون بلان قرار دارد. بلندترین قله این توده‌کوه ۴۸۰۷ متر ارتفاع دارد. مون بلان عبارتی فرانسوی و به معنای «کوه سپید» است. در ایتالیایی به آن مونته بیانکو (به ایتالیایی: Monte Bianco) می‌گویند و به همان معنی است.
اگرچه بالاترین نقطه این کوه در توافق‌های رسمی بین فرانسه و ایتالیا نقطه مرزی شمارده می‌شود، اغلب نقشه‌های فرانسوی و ایتالیایی جای این قله را در محدوده کشور خود رسم می‌کنند. صد کیلومتر مربع از مون بلان پوشیده‌است از یخچال‌های دائمی. همین یخچال‌های بسیار وسیع سبب شد که آن را کوه سپید بخوانند. البته در فرانسه این کوه را La Dame Blanche به معنای «بانوی سپیدپوش» نیز خطاب می‌کنند.

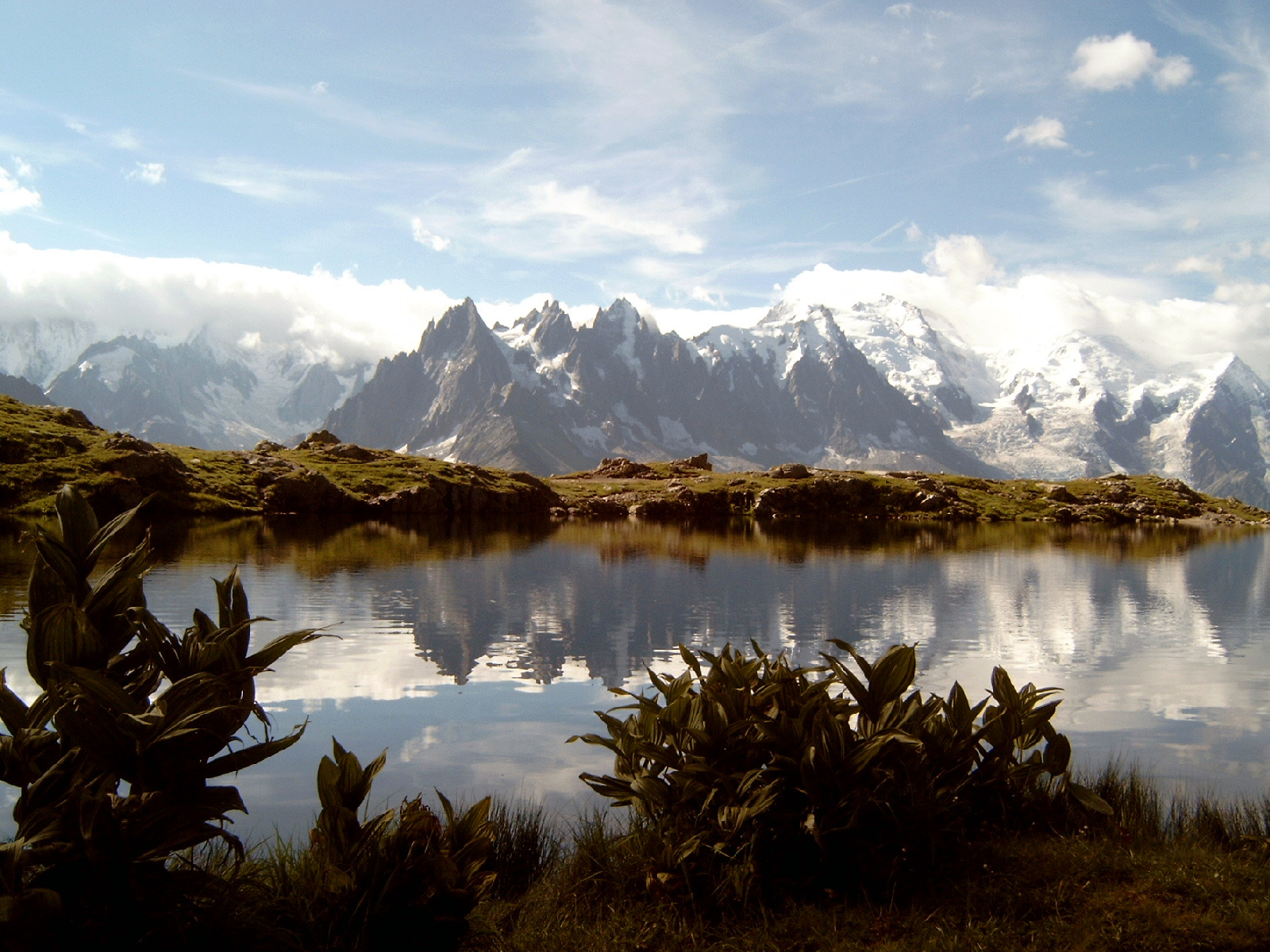

## رکورد بزرگ‌ترین عکس جهان
در مهٔ ۲۰۱۵ (خرداد ۱۳۹۴) یک تیم پنج‌نفره از عکاسان پس از دو هفته کار در ارتفاع ۳۵۰۰ متری و سرمای منهای ده درجه و ۳۵ ساعت عکسبرداری بدون وقفه، بزرگ‌ترین عکس دنیا به حجم ۳۶۵ گیگاپیکسل را از کوه مون‌بلان تهیه کردند. این عکس ۳۶۰ درجه (سراسرنما) از ترکیب هفتاد هزار عکس تشکیل شده‌است. اگر این عکس چاپ شود به اندازه یک زمین فوتبال خواهد بود. مجموع تصاویر که ۴۵ ترابایت حجم داشت پس از دو ماه کار با استفاده از کامپیوترهای پرقدرت آماده شد. سرپرست این تیم عکاس ایتالیایی فیلیپو بلینیی بود و تیم او برای عکسبرداری از سه دوربین کانن استفاده کردند که یکی از آن‌ها به یک بازوی روبوتی مجهز بود. رکورد پیشین متعلق به عکسی از لندن بود که در سال ۲۰۱۲ ار بالای برج مخابرات (BT) این شهر گرفته شده بود و ۳۲۰ گیگاپیکسل بود.